# Demanda judicial
Demanda Judicial é o ato pelo qual (a) leva ao poder judiciário, problemas existentes em relação a (b), tornando litigiosa a coisa "problema", em que se espera por (a) e (b)uma decisão Jurisdicional do o caso em questão, ou seja, pretende-se que o juiz decida qual é o melhor caminho a seguir.